# Итапева (Сан-Паулу)
Итапева (порт. Itapeva)  —  муниципалитет в Бразилии, входит в штат Сан-Паулу. Составная часть мезорегиона Итапетининга. Входит в экономико-статистический  микрорегион Итапева. Население составляет 89 743 человека на 2006 год. Занимает площадь 1 826,754 км². Плотность населения — 49,1 чел./км².

## История
Город основан 20 сентября 1769 года.

## Статистика
- Валовой внутренний продукт на 2003 составляет 688.406.914,00 реалов (данные: Бразильский институт географии и статистики).
- Валовой внутренний продукт на душу населения на 2003 составляет 7.950,28 реалов (данные: Бразильский институт географии и статистики).
- Индекс развития человеческого потенциала на 2000 составляет 0,745 (данные: Программа развития ООН).

## География
Климат местности: субтропический. В соответствии с классификацией Кёппена, климат относится к категории Cfb.